# Ekhabu
Ekhabu (en népalais : एखाबु) est un comité de développement villageois du Népal situé dans le district de Taplejung. Au recensement de 2011, il comptait 2 032 habitants.